# Henry Haversham Godwin-Austen
Henry Haversham Godwin-Austen est un topographe, géologue et naturaliste britannique, né le 6 juillet 1834 à Teignmouth et mort le 2 décembre 1923 dans la même ville.

## Biographie

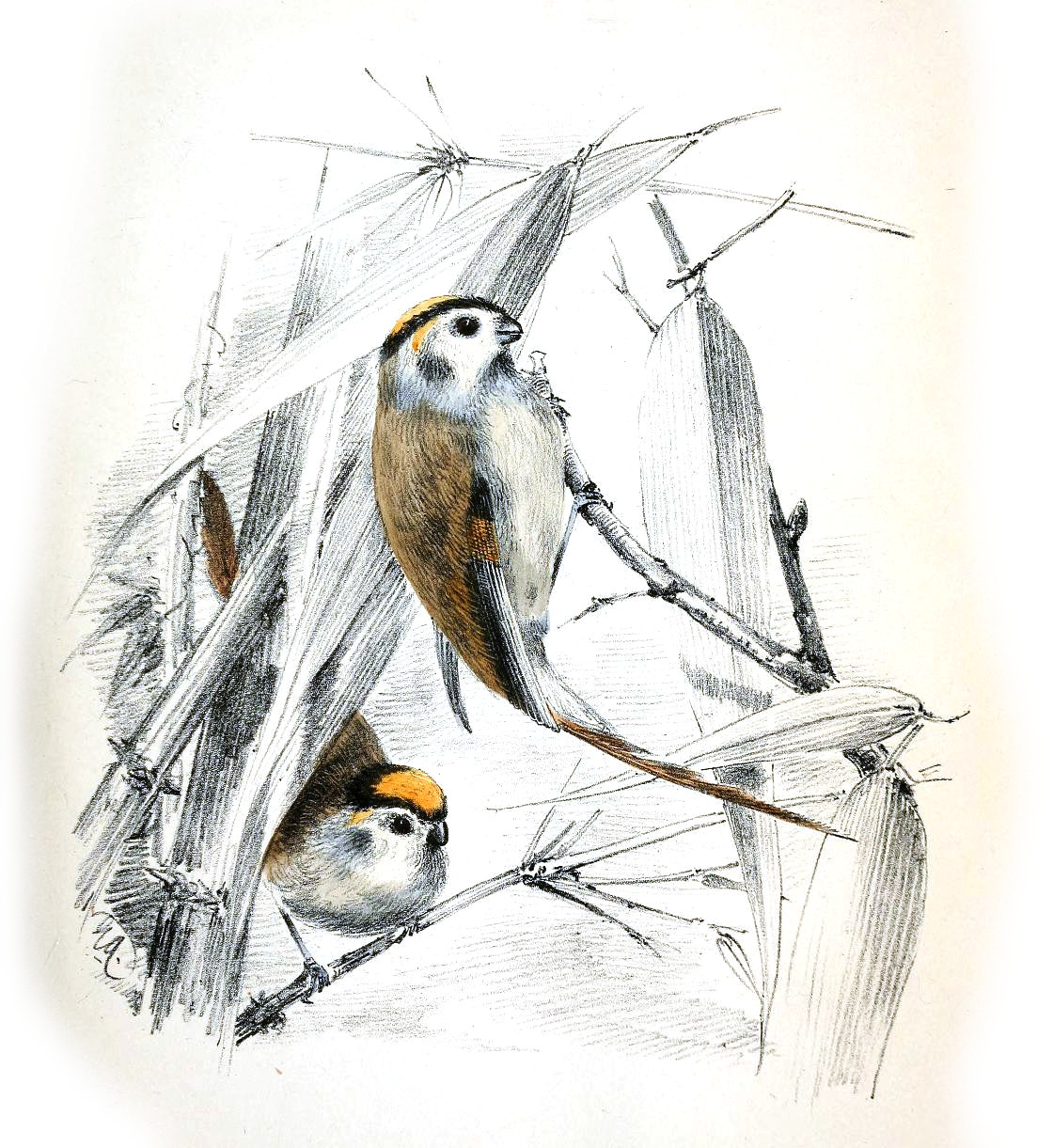
Illustration par Henry H. Godwin-Austen de Paradoxornis nipalensis qu'il décrit comme Suthora daflaensis.

Henry Haversham Godwin-Austen explore les montagnes de la chaîne himalayenne et officie comme géomètre-expert pour topographier les glaciers à la base du K2 (dont celui qui porte son nom) ; cette montagne étant parfois appelée mont Godwin-Austen. Il arpente entre autres le glacier du Baltoro.
Henry Haversham Godwin-Austen dispose des titres de lieutenant-colonel, de fellow de la Royal Society (FRS), de la Zoological Society of London (FZS), de la Royal Geographical Society (FRGS) et de membre de la British Ornithologists' Union (MBOU).